# Хорњи Лхота (Злин)
Хорњи Лхота (чеш. Horní Lhota) је насељено мјесто са административним статусом сеоске општине (чеш. obec) у округу Злин, у Злинском крају, Чешка Република.

## Становништво
Према подацима о броју становника из 2014. године насеље је имало 561 становника.